# Bosanski prijatelj
Bosanski prijatel – najstarsze bośniackie czasopismo kulturalno-oświatowe.

## Historia
Pierwsze pismo na terenie Bośni i Hercegowiny założył w 1850 roku Ivan Franjo Jukić. Pierwszy numer ukazał się w Zagrzebiu dzięki wsparciu Ljudevita Gaja. Miał 138 stron. Tylko na stronie tytułowej pojawiły się ryciny. Na drugiej stronie umieszczono cytat z Horacjusza „Hoc opus, hoc studium parvi properemus et ampli, Si Patriae volumus, Si nobis vivere caris”, a na kolejnej dedykację dla chorwackiego biskupa Josipa Jurija Strossmayera. W numerze znalazły się pieśni, przysłowia i mądrości ludowe zebrane przez Jukicia w czasie wędrówek po kraju. Pismo odniosło spory sukces. Chociaż było wydawane w Zagrzebiu, dystrybuowano je również na terenie Serbii w Nowym Sadzie.
Drugi numer ukazał się w 1851 roku. Znalazły sie w nim również zebrane przez Jukicia piesni i przysłowia ludowe, ale część pisma poświęcono Omer-Paszy. Pisząc o Hatt-i Sharife z 1839 roku Jukic przypomniał, że miały być wprowadzone reformy tanzimatu. i skierował swoje prośby do nowego namiestnika. W pismie umieszczono też po raz pierwszy słowniczek z najczęściej używanymi słowami tureckimi. Za poglądy prezentowane na łamach pisma Omer Pasza wydalił Jukić z kraju.
Trzeci tom pisma ukazał się w 1861 roku już po śmierci Jukicia. Grupa przyjaciół postanowiła wydać materiały pozostawione przez niego w brudnopie. Koszty wydania pisma sfinansowała Macierz iliryjska. Pismo miało podobną zawartość jak dwa poprzednie tomy. Dodatkowo dokończono opowieść o Omer-paszy i opisano podróż Jukicia z Sarajewa do Stambułu.
Ostatni numer „Bosanskiego prijatelja”, zadedykowany Jukiciovi, został wydany w 1870 roku. Poświęcono go folklorowi bośniackiemu. Zmieniono formę graficzną pisma i dodano rubrykę o szkolnictwie w Bośni. Pojawiła się również rubryka Listy z Bośni, w której na 100 stronach opublikowano 12 listów wykształconych bośniackich chrześcijan.